# 나카무라 슌스케
나카무라 슌스케(일본어: 中村 俊輔, 1978년 6월 24일 ~ )는 일본의 전 축구 선수로 포지션은 공격형 미드필더와 윙어였으며 유럽에서 성공한 아시아 선수 중 한 명으로 널리 알려져 있다. 또한 2005-06년 UEFA 챔피언스리그에서 일본 선수로는 최초이자 아시아에서는 두 번째로 골을 넣은 선수가 되었고 2004년 AFC 아시안컵에서는 대회 최우수 선수에 선정되었으며 2007년 스코틀랜드 프리미어리그 올해의 선수상을 수상하였다.

## 클럽 경력

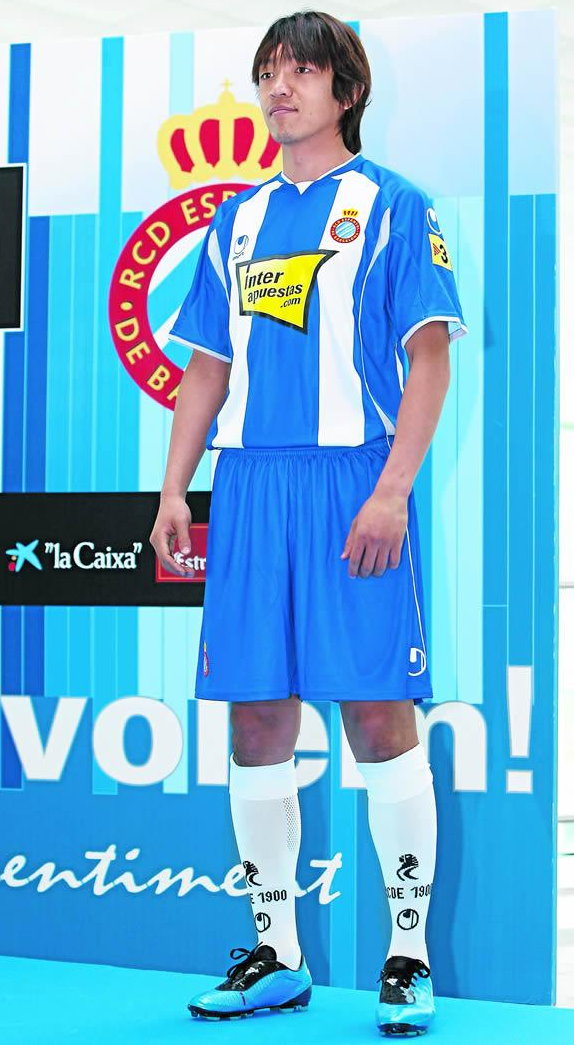
RCD 에스파뇰 입단 당시의 나카무라 슌스케

나카무라는 1997년 요코하마 마리노스에서 J리그에 데뷔하였고, 2002년 이탈리아 세리에 A의 레지나 칼초로 이적하였다. 하지만 3시즌동안 잦은 부상을 당하였고, 팀이 강등권에 머무는 것을 막지 못하였다. 2005년 스페인 프리메라리가의 아틀레티코 마드리드와 데포르티보 라코루냐, 독일 분데스리가의 보루시아 묀헨글라트바흐와 보루시아 도르트문트의 관심을 받기도 하였지만 스코틀랜드 프리미어리그의 셀틱 FC로 이적하였고, 환상적인 프리킥 등 놀라운 활약을 선보였다. 그는 2005-06 시즌과 2006-07 시즌과 2007-08 시즌 팀이 3시즌 연속 스코틀랜드 프리미어리그 우승을 차지하는데 크게 공헌하였으며, 맨체스터 유나이티드 FC와의 홈과 원정 경기에서 프리킥 득점을 성공시키는 등 2006-07 시즌과 2007-08 시즌 팀이 2시즌 연속 UEFA 챔피언스리그 16강에 오르는데 결정적인 역할을 하였다. 이러한 활약으로 인하여 2007년 셀틱 FC 올해의 축구 선수에 선정되었으며, 스코틀랜드 프리미어리그 올해의 선수상을 수상하였다.
그는 2008-09 시즌이 끝나자 자유 계약으로 스페인 프리메라리가의 RCD 에스파뇰으로 이적하였으나 리그에 적응하지 못하며 주전 경쟁에서 밀리게 되었고, 2010년 2월 자신의 친정팀인 J리그의 요코하마 F. 마리노스로 이적하여 일본 무대로 복귀하였다.

## 국가대표팀 경력

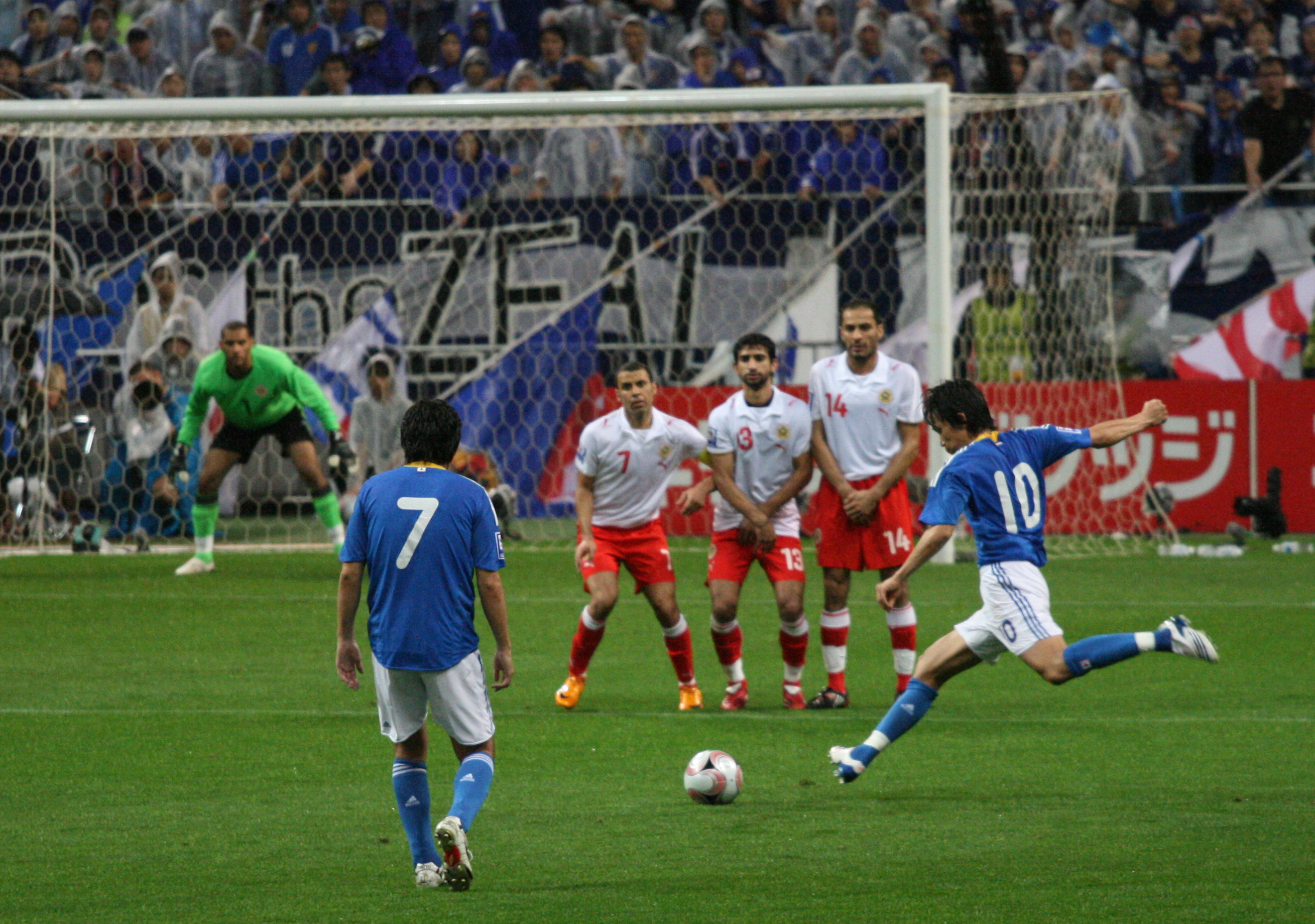
바레인과의 2010년 FIFA 월드컵 아시아 지역 예선에서 프리킥을 차는 나카무라 슌스케

나카무라는 1997년 FIFA 세계 청소년 축구선수권대회 당시 청소년 대표팀에 선발되었으며, 2000년 하계 올림픽에도 올림픽 대표팀의 일원으로 참가하였다. 2000년 2월 13일 싱가포르와의 2000년 AFC 아시안컵 예선에서 국가대표팀에 데뷔하였고, 그 경기에서 첫 골을 기록하였다. 2000년 AFC 아시안컵에도 출전하여 팀이 우승을 차지하는 데 기여하였으나, 2001년 3월 25일 프랑스에 0-5로 패한 경기에서 좋지 못한 경기력을 보여 필리프 트루시에 감독의 신임을 얻지 못하여 2002년 FIFA 월드컵에 참가하지 못하였다.
이후 그는 지쿠 감독 체제로 전환된 국가대표팀의 핵심 선수로 자리잡았으며, 2004년 AFC 아시안컵에서 팀이 우승컵을 들어올리는데 크게 공헌하여 대회 최우수 선수에 선정되었다. 2003년 FIFA 컨페더레이션스컵과 2005년 FIFA 컨페더레이션스컵에 참가하여 브라질과의 경기에서 환상적인 프리킥 골을 넣는 등 6경기에서 4골을 기록하였으며, 2006년 FIFA 월드컵에도 출전하여 오스트레일리아와의 조별 예선 첫 경기에서 골을 넣었다. 그는 2010년 FIFA 월드컵 명단에 선발되었으나 조별 리그 네덜란드전에만 후반 교체 출장하였고, 대회가 끝난 이후 국가대표팀 은퇴를 선언하였다. 그는 2010년까지 국제 A매치 통산 98경기에 출전, 24득점을 넣었다.

## 플레이 스타일
나카무라는 환상적인 왼발 프리킥으로 클럽과 국가대표팀에서 많은 골을 성공시킨다.

## 통계
| 일본 | 일본 | 일본 |
| 연도 | 출전 | 득점 |
| ---- | ---- | ---- |
| 2000 | 16   | 3    |
| 2001 | 1    | 0    |
| 2002 | 6    | 2    |
| 2003 | 8    | 4    |
| 2004 | 15   | 3    |
| 2005 | 11   | 3    |
| 2006 | 6    | 1    |
| 2007 | 10   | 4    |
| 2008 | 9    | 2    |
| 2009 | 11   | 2    |
| 2010 | 5    | 0    |
| 통산 | 98   | 24   |

## 경력 목록
- 1997년 FIFA 세계 청소년 축구 선수권 대회 국가대표
- 1998년 아시안 게임 국가대표
- 2000년 하계 올림픽 국가대표
- 2000년 AFC 아시안컵 국가대표
- 2003년 FIFA 컨페더레이션스컵 국가대표
- 2004년 AFC 아시안컵 국가대표
- 2005년 FIFA 컨페더레이션스컵 국가대표
- 2006년 FIFA 월드컵 국가대표
- 2007년 AFC 아시안컵 국가대표
- 2010년 FIFA 월드컵 국가대표

## 수상 내역

#### 요코하마 F. 마리노스
- J리그컵 : 2001
- 천황배 : 2013

#### 셀틱
- 스코틀랜드 프리미어리그 : 2005-06, 2006-07, 2007-08
- 스코틀랜드 컵 : 2006-07
- 스코틀랜드 리그컵 : 2005-06, 2008-09

#### 일본
- AFC 아시안컵 : 2000, 2004

### 개인
- J리그 베스트 일레븐 : 1999, 2000, 2013
- J리그 MVP : 2000, 2013
- J리그 30주년 베스트
- 일본 올해의 선수상 : 2000, 2013
- SPL 올해의 선수 : 2006-07
- SFWA 올해의 선수 : 2006-07
- PFA 스코틀랜드 프리미어리그 올해의 선수 : 2006-07
- PFA 스코틀랜드 프리미어리그 올해의 팀 : 2006-07, 2007-08
- PFA 스코틀랜드 프리미어리그 올해의 골 : 2006-07
- 셀틱 올해의 선수 : 2007
- FIFA 컨페더레이션스컵 브론즈슈 : 2003
- AFC 아시안컵 MVP : 2004
- AFC 아시안컵 올스타 팀 : 2000, 2004, 2007
- AFC 아시안컵 역대 베스트 : 2023

## 그 외
- 1999년 12월 3일에 발견된 소행성 29986 슌스케는 나카무라 슌스케를 기념하여 이름이 붙여졌다.
- 2001년, 2005년과 2006년 나카무라 슌스케는 일본의 게임 회사인 코나미에서 만들어진 게임인 위닝 일레븐 시리즈의 표지 모델로 등장하였다.